# 埃利斯灣
68°36′S 78°5′E / 68.600°S 78.083°E
埃利斯灣是南極洲的海灣，處於布雷德內斯半島和穆勒半島之間，該海灣由挪威製圖師根據該國探險隊拍攝的空中照片被繪入地圖，現時由南極條約體系管理。